# 만주 웨스턴
만주 웨스턴(영어: Manchuria western) 또는 만주 활극은 서부극을 한국식으로 풀어낸 영화의 한 장르의 하나로, 일제강점기 시대 만주를 배경으로 한 활극을 말한다. 1960년대와 1970년대 초에 이러한 장르의 영화가 대한민국에서 유행하였으며, 2008년에 뒤늦게 이들 영화의 맥을 잇는 《좋은 놈, 나쁜 놈, 이상한 놈》이 발표되어 화제가 되기도 하였다.

## 대표작
- 《두만강아 잘 있거라》 (임권택 감독 작, 1962년)
- 《소만국경》 (강범구 감독 작, 1964년)
- 《광야의 호랑이》 (김묵 감독 작, 1965년)
- 《불 붙는 대륙》 (이용호 감독 작, 1965년)
- 《광야의 결사대》 (정창화 감독 작, 1966년)
- 《무숙자》 (신상옥 감독 작, 1968년)
- 《여마적》 (최경옥 감독 작, 1968년)
- 《영》 (임원식 감독 작, 1968년)
- 《황야의 독수리》 (임권택 감독 작, 1969년)
- 《황야의 외팔이》 (김영효 감독 작, 1970년)
- 《당나귀 무법자》 (안일남 감독 작, 1970년)
- 《석양의 불청객》 (김효천 감독 작, 1970년)
- 《애꾸눈 박》 (임권택 감독 작, 1970년)
- 《쇠사슬을 끊어라》 (이만희 감독 작, 1971년)
- 《좋은 놈, 나쁜 놈, 이상한 놈》 (김지운 감독 작, 2008년)
- 《다찌마와 리 : 악인이여 지옥행 급행열차를 타라》 (류승완 감독 작, 2008년)

## 같이 보기
- 스파게티 웨스턴